# وقایر (روستا)
 وقایر (در عربی:  الَوقایر  )
نام روستایی است در دهستان المَذاب از توابع استان صَعده در کشور یمن در شبه جزیره عربستان.

## جمعیت
جمعیت آن ( 75 ) نفر ( 7 خانوار) می‌باشد.